# Åke Smedberg
Åke Smedberg (* 28. Juni 1948 in Hjässberget, Schweden) ist ein schwedischer Schriftsteller. Seit 1976 hat er eine Reihe von Gedichtbänden, Kurzgeschichten und Romanen veröffentlicht. Seine drei Kriminalromane mit dem Journalisten John Nielsen als Ermittler wurden ins Deutsche übersetzt und sind im Goldmann Verlag erschienen. Er wurde in Schweden mit mehreren Preisen ausgezeichnet, darunter 2001 mit dem Ivar-Lo-Preis und mit dem schwedischen Krimipreis für das beste Krimi-Debüt.

## Werke (in deutscher Übersetzung)
- Verschollen. Roman. Goldmann, München 2003, ISBN 978-3-442-45844-8
- Tod im Sommerhaus. Roman. Goldmann, München 2006, ISBN 978-3-442-46188-2
- Vom selben Blut. Roman. Goldmann, München 2007, ISBN 978-3-442-46499-9